# Xã Wayne, Quận Bollinger, Missouri
Xã Wayne (tiếng Anh: Wayne Township) là một xã thuộc quận Bollinger, tiểu bang Missouri, Hoa Kỳ. Năm 2010, dân số của xã này là 1.299 người.